# Крубасик, Эдвард
Эдвард Георг Крубасик (нем. Edward-Georg Krubasik; род. 19 января 1944 года в Вене) — немецкий физик и менеджер.

## Биография
Крубасик изучал физику в Университет Эрлангена — Нюрнберга (экспериментальная работа на ускорителе тяжелых ионов); с 1968 года работал в Институте теоретической ядерной физики Университета Карлсруэ, где в 1971 году защитил докторскую диссертацию по теме: определение π-амплитуд в кулоновской интерференционной области при высоких энергиях. С 1971 года работал в SLAC. Он окончил факультет делового администрирования (MBA) из Insead в Фонтенбло. С 1973 по 1996 год Эдвард Крубасик работал консультантом по управлению в McKinsey в Дюссельдорфе, Нью-Йорке и Мюнхене. Он был партнёром и директором и руководил глобальным консалтингом в области инноваций и управления технологиями, а также возглавлял электронику, телекоммуникации и авиацию в Европе. С 1997 по 2006 год он был членом исполнительного совета Siemens AG, отвечающим за промышленность / автоматизацию / контроль, транспорт и корпоративные технологии.
Среди прочего, он имеет место в наблюдательном совете Dresdner Bank (1998—2009), Vallourec (Париж, с 2007 года), KSB AG (Франкенталь), Honsel AG (2008/09), Stinnes AG (Эссен) и AsahiTec и 2008 до 2014 года в Наблюдательном совете Commerzbank.
С 2000 года Крубасик является почётным профессором Мюнхенского технического университета. Он является председателем комитета по музыке в культурной сфере немецкой экономики, был в Совете по устойчивому развитию (2006—2010), был членом Экономического совета ХДС (и председателем его совета по росту и инновациям) и был послом Инициативы «Новая социальная рыночная экономика». С 2004 по 2007 год он был членом президиума BDI. Он был президентом Центральной ассоциации электротехнической и электронной промышленности eVV (ZVEI) и президентом Orgalime, Европейской федерации ассоциаций металлической и электрической промышленности в Брюсселе. С апреля 2014 года по апрель 2016 года он был президентом Немецкого физического общества, в котором он является вице-президентом.

## Работы
С Полом Нольте: «Пути к новому процветанию и уверенности». (= Маленький ряд (Klein Reihe), том 76), GDA — Gesellschaft f. Маркетинг u. Служба d. Немецкие работодатели, Берлин, 2005, ISBN 3-936074-41-0.